# Volley-ball aux Jeux sud-asiatiques de 2006
 (septembre 2009).
Si vous disposez d'ouvrages ou d'articles de référence ou si vous connaissez des sites web de qualité traitant du thème abordé ici, merci de compléter l'article en donnant les références utiles à sa vérifiabilité et en les liant à la section « Notes et références ».
Navigation
2004 2010
Voici les résultats des compétitions de volley-ball aux Jeux sud-asiatiques 2006. À cette occasion, deux épreuves de volley-ball figuraient au programme, une masculine et une féminine. Chaque épreuve se déroule sous la forme d'un tournoi. 
Pictogramme olympique pour le volley-ball : 

## Liste desépreuves
- Tournoi masculin
- Tournoi féminin

## Tournoi masculin

### Équipes présentes
| - Afghanistan - Bangladesh - Inde - Népal - Pakistan - Sri Lanka |

### Composition des poules
| Poule 1                  | Poule 2                     |
| ------------------------ | --------------------------- |
| Népal Pakistan Sri Lanka | Afghanistan Bangladesh Inde |

### Tour préliminaire

#### Poule 1
| # | Équipe    | Pts | J | G | P | Sp | Sc | Ratio | Pp  | Pc  | Ratio |
| - | --------- | --- | - | - | - | -- | -- | ----- | --- | --- | ----- |
| 1 | Sri Lanka | 4   | 2 | 2 | 0 | 6  | 2  | 3     | 187 | 149 | 1.255 |
| 1 | Pakistan  | 3   | 2 | 1 | 1 | 6  | 0  | MAX   | 186 | 162 | 1.148 |
| 3 | Népal     | 2   | 2 | 0 | 2 | 0  | 6  | 0     | 88  | 150 | 0.587 |

#### Poule 2
| # | Équipe      | Pts | J | G | P | Sp | Sc | Ratio | Pp  | Pc  | Ratio |
| - | ----------- | --- | - | - | - | -- | -- | ----- | --- | --- | ----- |
| 1 | Inde        | 4   | 2 | 2 | 0 | 6  | 0  | MAX   | 150 | 80  | 1.875 |
| 2 | Bangladesh  | 3   | 2 | 1 | 1 | 3  | 3  | 1     | 109 | 125 | 0.872 |
| 3 | Afghanistan | 2   | 2 | 0 | 2 | 0  | 6  | 0     | 84  | 150 | 0.56  |

### Places 1 à 4
|  | Demi-finales                        | Demi-finales                        |                        |   | Finale                              | Finale                              |
|  | Demi-finales                        | Demi-finales                        |                        |   | Finale                              | Finale                              |
|  |                                     |                                     |                        |   |                                     |                                     |
|  | 26-08-2006, 25-27 25-21 25-14 25-13 | 26-08-2006, 25-27 25-21 25-14 25-13 |                        |   | 27-08-2006, 15-25 25-21 21-25 19-25 | 27-08-2006, 15-25 25-21 21-25 19-25 |
|  | 26-08-2006, 25-27 25-21 25-14 25-13 | 26-08-2006, 25-27 25-21 25-14 25-13 |                        |   | 27-08-2006, 15-25 25-21 21-25 19-25 | 27-08-2006, 15-25 25-21 21-25 19-25 |
|  | Sri Lanka                           | 3                                   |                        |   | 27-08-2006, 15-25 25-21 21-25 19-25 | 27-08-2006, 15-25 25-21 21-25 19-25 |
|  | Sri Lanka                           | 3                                   |                        |   | 27-08-2006, 15-25 25-21 21-25 19-25 | 27-08-2006, 15-25 25-21 21-25 19-25 |
|  | Bangladesh                          | 1                                   |                        |   | 27-08-2006, 15-25 25-21 21-25 19-25 | 27-08-2006, 15-25 25-21 21-25 19-25 |
|  | Bangladesh                          | 1                                   | Sri Lanka              | 1 |                                     |                                     |
|  | 26-08-2006, 21-25 16-25 16-25       |                                     | Sri Lanka              | 1 |                                     |                                     |
|  |                                     | Inde                                | 3                      |   |                                     |                                     |
|  | Pakistan                            | Inde                                | 3                      | 0 |                                     |                                     |
|  | Pakistan                            |                                     |                        | 0 |                                     |                                     |
|  | Inde                                | 3                                   |                        |   |                                     |                                     |
|  | Inde                                | 3                                   | Match pour la 3e place |   |                                     |                                     |
|  |                                     |                                     |                        |   |                                     |                                     |
|  | 27-08-2006, 11-25 15-25 17-25       |                                     |                        |   |                                     |                                     |
|  |                                     |                                     |                        |   |                                     |                                     |
|  | Bangladesh                          | 0                                   |                        |   |                                     |                                     |
|  | Bangladesh                          | 0                                   |                        |   |                                     |                                     |
|  | Pakistan                            | 3                                   |                        |   |                                     |                                     |
|  | Pakistan                            | 3                                   |                        |   |                                     |                                     |

## Tournoi féminin

### Équipes présentes
| - Inde - Maldives - Népal - Sri Lanka |

### Tour préliminaire
| # | Équipe    | Pts | J | G | P | Sp | Sc | Ratio | Pp  | Pc  | Ratio |
| - | --------- | --- | - | - | - | -- | -- | ----- | --- | --- | ----- |
| 1 | Inde      | 4   | 2 | 2 | 0 | 6  | 0  | MAX   | 150 | 55  | 2.727 |
| 2 | Sri Lanka | 4   | 2 | 2 | 0 | 6  | 0  | MAX   | 150 | 108 | 1.389 |
| 3 | Maldives  | 2   | 2 | 0 | 2 | 0  | 6  | 0     | 84  | 150 | 0.56  |
| 4 | Népal     | 2   | 2 | 0 | 2 | 0  | 6  | 0     | 79  | 150 | 0.527 |

## Classement hommes
| Place              | Équipe     |
| ------------------ | ---------- |
| Médaille d'or      | Inde       |
| Médaille d'argent  | Sri Lanka  |
| Médaille de bronze | Pakistan   |
| 4                  | Bangladesh |

## Classement femmes
| Place              | Équipe    |
| ------------------ | --------- |
| Médaille d'or      | Inde      |
| Médaille d'argent  | Sri Lanka |
| Médaille de bronze | Népal     |
| 4                  | Maldives  |